# イガラシコガタノフタオシジミ
イガラシコガタノフタオシジミ（学名：Britomartis igarashii）は、チョウ目（鱗翅目）アゲハチョウ上科シジミチョウ科に分類されるチョウの一種。ボルネオ島の固有種。

## 分布
マレーシアのボルネオ島北部サバ州・キナバル山（4,095 m）とサラワク州・ムル山（標高2,371 m）周辺で採集されているだけで、なかなか得難い種である。

## 形態
前翅長は14-15 mm。メスはカワリフタオシジミ属(Bullis)やタカネフタオシジミ属(tajuria)の一部に似ていて同定には注意を要する。

## 生態
ムル山周辺で採集された雌雄の個体は夜間採集の灯火に飛来したもので、生態的に興味深い。
種名の語源：蝶研究者、五十嵐邁博士に因む。